# Ambassade du Luxembourg en Pologne
L'ambassade du Luxembourg en Pologne est la représentation diplomatique du grand-duché de Luxembourg auprès de la République de Pologne. Elle est située 15, rue Słoneczna. Son ambassadeur est, depuis 2020, Paul Schmit.

## Ambassadeurs du Luxembourg en Pologne
- 1993-2005 : Ronald Mayer
- 2005-2010 : Ronald Dofing
- 2010-2013 : Conrad Bruch
- 2013-2016 : Georges Faber
- 2016-2020 : Conrad Bruch
- 2020 : Paul Schmit[1]

L'ambassadeur du Luxembourg à Varsovie se trouve également en République de Lituanie et en République de Lettonie.

## Annexe